# Thomas Dekker (acteur)
Pour les articles homonymes, voir Thomas Dekker et Dekker.
Thomas Alexander Dekker est un acteur et musicien américain, né le 28 décembre 1987 à Las Vegas dans le Nevada (États-Unis). Il se fait connaître tout d'abord enfant grâce à un rôle dans le film Le Village des damnés et par sa voix dans des dessins animés. Il révèle ses talents d'acteur à la télévision dans Terminator : Les Chroniques de Sarah Connor où il joue le rôle du jeune John Connor, avant de se faire remarquer au cinéma dans la nouvelle version de Freddy : Les Griffes de la nuit, puis Kaboom de Gregg Araki. En octobre 2013, il apparaît dans le clip Waiting for Superman du groupe américain Daughtry.

## Biographie

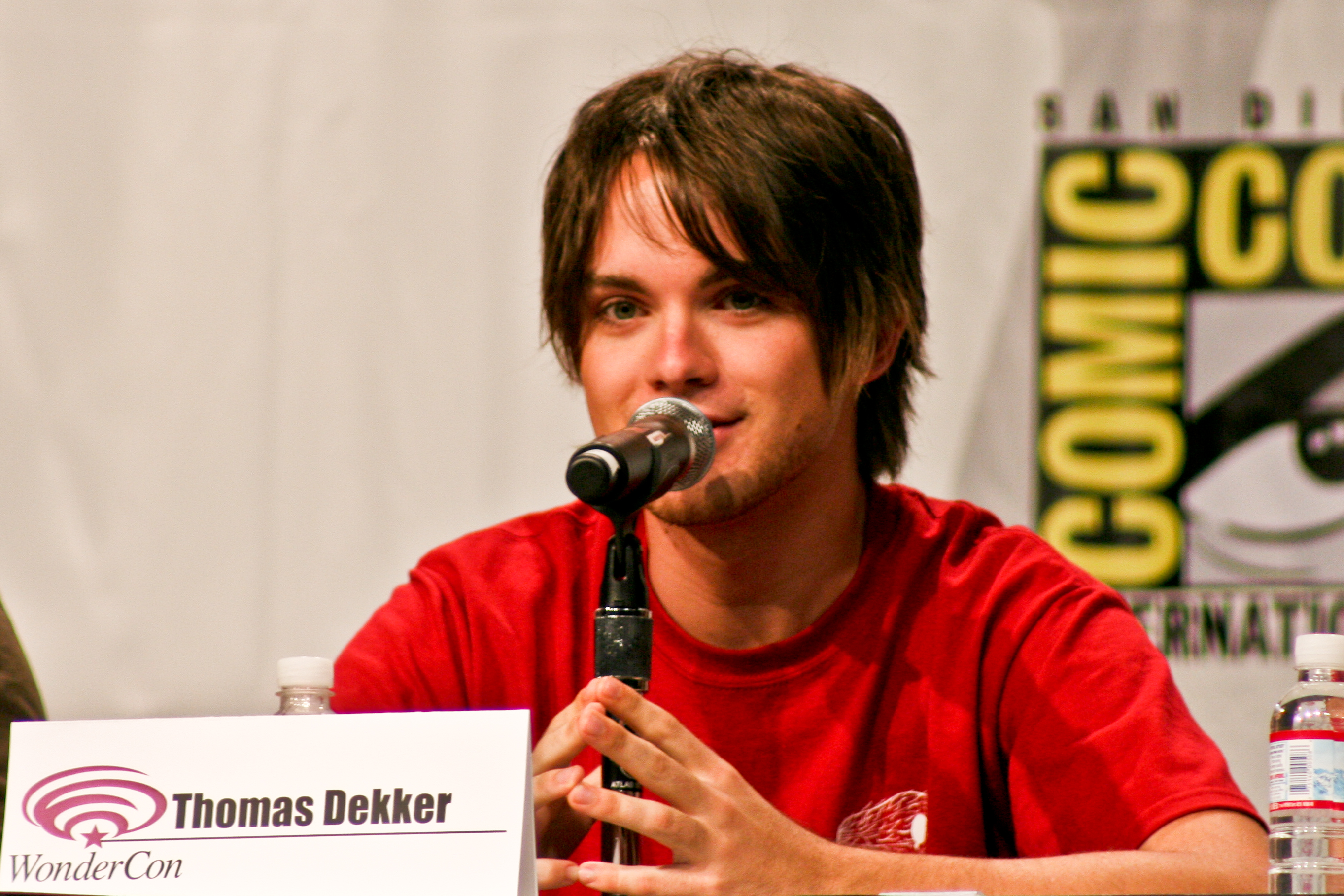
Thomas Dekker au WonderCon en 2008.

Son père, Néerlandais, est artiste, scénographe, chanteur d'opéra et acteur, et sa mère, Galloise, est pianiste, actrice et chanteuse,. Enfant, il déménage plusieurs fois avec ses parents : d'abord aux États-Unis, puis en Europe, (Yorkshire, Angleterre en particulier), en Afrique et au Canada. Il a une demi-sœur nommée Diana et un frère Erik.
Thomas est le meilleur ami de l'acteur Shiloh Fernandez.

## Vie privée

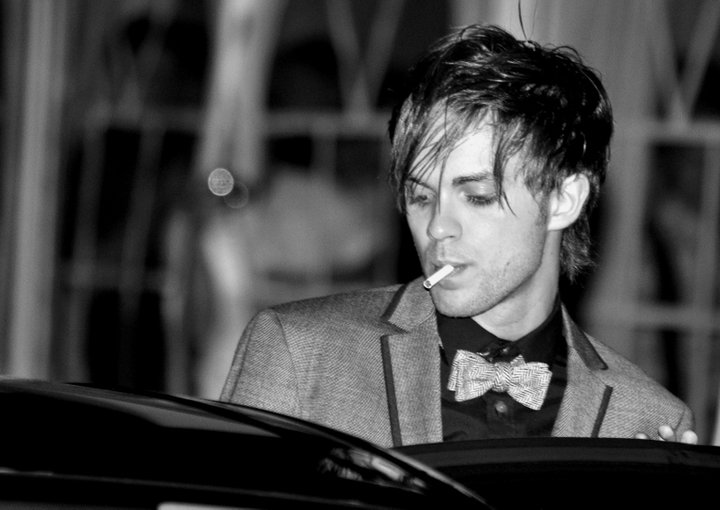
Thomas Dekker

Dekker a déclaré que dans la majeure partie de son enfance, il a été victime d'agressions sexuelles.
Dans son adolescence, il faisait partie des « metalleux », c'est à ce moment-là qu'il a « causé des problèmes à Las Vegas », et a donc été arrêté cinq ou six fois.
Dekker a eu un accident de voiture le 15 octobre 2009. Il a heurté un cycliste âgé de 17 ans, qui faisait une course sur une bretelle d'autoroute. Accusé par deux chefs d'accusation alors qu'il était en état d'ivresse, celle-ci a finalement été abandonnée quand il a été révélé que le cycliste était en faute. Dekker n'a pas contesté, il a eu une amende de 300 $ et deux ans de probation informelle. 
Thomas Dekker suit un régime végétalien.
Le 20 avril 2011, dans une interview avec le magazine Out, Dekker a parlé de sa sexualité, ce qui a donné lieu à des spéculations. « J'ai seulement eu des relations avec des femmes, mais je ne suis certainement pas renfermé pour autant. S'il y a des possibilités de faire n'importe quoi dans la vie, pourquoi vous diriez-vous de n'en prendre jamais ? Vers la fin de mon adolescence, le sexe m'a mis dans tous mes états. C'était terrible. Je n'ai jamais eu une vraie relation avec quelqu'un. Pendant la puberté, tout se rapporte au sexe ! Je pense avoir exagéré quand j'étais plus jeune. »
Le 13 juillet 2017 Dekker a fait son coming out et a annoncé qu'il s'est marié à un homme en avril, l'acteur canadien Jesse Haddock,.

## Filmographie

### À la télévision
- 1993 : Les Feux de l'amour (The Young and the Restless) de Lee Phillip Bell et William J. Bell
- 1997-2000 : Chérie, j'ai rétréci les gosses (Honey, I Shrunk the Kids: The TV Show) d'Ed Ferrara et Kevin Murphy : Nick Szalinski
- 2001 : Inside the Osmonds de Neill Fearnley : Donny jeune
- 2003 : Boston Public : Julien (3 épisodes)
- 2005 : Campus Confidential de Melanie Mayron : Brett
- 2005 : Sept à la maison (7th Heaven) de Brenda Hampton : Vincent
- 2006 : Heroes de Tim Kring : Zach
- 2006 : Dr House de David Shore : Boyd (saison 2, épisode 19 "House contre Dieu")
- 2007-2008 : Terminator : Les Chroniques de Sarah Connor de Josh Friedman : John Connor
- 2011 : Elvira's Movie Macabre ; Elrick (1 épisode "Lady Frankenstein")
- 2011 - 2012 : The Secret Circle : Adam Conant
- 2015 : Backstrom : Valentine
- 2022 : Swimming with Sharks : Travis
- 2022 : The Rookie: Feds

### Au cinéma
- 1994 : Star Trek : Générations (Star Trek: Generations) de David Carson : Thomas Picard
- 1995 : Le Village des damnés (Village of the Damned) de John Carpenter : David McGowan
- 1997 : Le Petit Dinosaure : L'Île mystérieuse de Charles Grosvenor (vidéo) : Petit-Pied (voix originale)
- 1998 : Fievel et le Trésor perdu (An American Tail: The Treasure of Manhattan Island) de Larry Latham (vidéo) : Fievel (voix)
- 1998 : Le Petit Dinosaure : La Légende du mont Saurus de Charles Grosvenor (vidéo) : Petit-Pied (voix originale)
- 1999 : Fievel et le Mystère du monstre de la nuit (An American Tail: The Mystery of the Night Monster) de Larry Latham (vidéo) : Fievel (voix)
- 2000 : Le Petit Dinosaure : La pierre de feu de Charles Grosvenor (vidéo) : Petit-Pied (voix originale)
- 2001 : Le Petit Dinosaure : La Pluie d'étoiles glacées de Charles Grosvenor (vidéo) : Petit-Pied (voix originale)
- 2002 : Le Petit Dinosaure : Mo, l'ami du grand large de Charles Grosvenor (vidéo) : Petit-Pied (voix originale)
- 2008 : Inside (From Within) de Phedon Papamichael : Aidan
- 2009 : Ma vie pour la tienne de Nick Cassavetes : Taylor Ambrose
- 2009 : Laid to Rest de Robert Green Hall (en) : Tommy
- 2010 : Freddy : Les Griffes de la nuit : Jesse Braun
- 2010 : Kaboom de Gregg Araki : Smith
- 2011 : ChromeSkull : Laid to Rest 2 : Tommy
- 2011 : Angels Crest : Ethan
- 2011 : Cinema Verite : Lance Loud
- 2012 : Foreverland : Bobby
- 2012 : My Eleventh : Cullen Francis
- 2014 : Squatters : Jonas
- 2014 : Fear Clinic : Blake
- 2015 : Enter the dangerous mind : Jake
- 2019 : Miss Bala de Catherine Hardwicke : Justin

## Discographie

### Albums
- Psyanotic (2008)
- Protean (TBA)

### Soundtracks
- Pour le dessin animé Le Petit Dinosaure : L'Île mystérieuse :
  - 1997 : Des copains à manger, Toujours là, L'eau géante
- Pour le dessin animé Fievel et le Trésor perdu :
  - 1998 : N'importe où dans tes rêves
- Pour le dessin animé Le Petit Dinosaure : La Légende du mont Saurus :
  - 1998 : Bad Luck, The Legend of the Lone Dinosaur, On Your Own
- Pour le dessin animé Fievel et le Mystère du monstre de la nuit :
  - 1999 : Get the Facts, Who Will
- Pour le dessin animé The Land Before Time VII: The Stone of Cold Fire :
  - 2000 : Beyond the Mysterious Beyond, Good Inside
- Pour le dessin animé Le Petit Dinosaure : La Pluie d'étoiles glacées :
  - 2001 : Famille, La leçon
- Pour le dessin animé Le Petit Dinosaure : Mo, l'ami du grand large :
  - 2002 : Imaginary Friends, No One Has to Be Alone, Chanson D'Ennui, L'eau géante
- Pour la série Sept à la maison :
  - Liste des épisodes de Sept à la maison
  - 2005 : Ac-Cent-Tchu-Ate the Positive
  - 2008 : From Within

## Récompenses
- 1997 : Young Artist Awards — Meilleure Performance dans une série télévisée (Honey, I Shrunk the Kids: The TV Show)
- 1999 : Young Artist Awards — Meilleure Performance : TV/Film/Vidéo/Musique/Doublage — Jeune acteur (Fievel et le Mystère du monstre de la nuit)
- 2003 : Young Artist Awards — Meilleure Performance dans une série télévisée — Rôle de Julien, qui l'a d'ailleurs fait connaître (Boston Public)
- 2002 : Young Artist Awards — Meilleur doublage dans un dessin animé (Le Petit Dinosaure : Mo, l'ami du grand large)